# Ossidiana (Folkstone)
Ossidiana è il sesto album del gruppo musicale folk metal italiano Folkstone, pubblicato nel 2017.

## Tracce
1. Pelle nera e rum – 3:36
2. Scintilla – 4:05
3. Anna – 3:45
4. Psicopatia – 3:51
5. Asia – 3:39
6. Scacco al re – 3:38
7. Mare dentro – 4:21
8. E vado via – 4:05
9. Istantanea – 3:55
10. Supernova – 3:50
11. Dritto al petto – 3:27
12. Sabbia nera – 3:35
13. Ossidiana – 3:37